# Piedmont (Washington)
Piedmont es un área no incorporada ubicada en el condado de Clallam en el estado estadounidense de Washington.

## Geografía
Piedmont se encuentra ubicado en las coordenadas 48°5′37″N 123°47′30″O / 48.09361, -123.79167.